# Uniontown (Washington)
Uniontown az Amerikai Egyesült Államok északnyugati részén, Washington állam Whitman megyéjében elhelyezkedő város. A 2010. évi népszámlálási adatok alapján 294 lakosa van.
A település első lakója az 1878-ban ideérkező Thomas Montgomery volt. Uniontown 1890-ben kapott városi rangot.

## Éghajlat
A térség nyarai melegek (de nem forróak); a város éghajlata meleg nyári mediterrán (a Köppen-skála szerint Csb).
| Hónap                         | Jan.  | Feb.  | Már.  | Ápr.  | Máj. | Jún. | Júl. | Aug. | Szep. | Okt.  | Nov.  | Dec.  | Év    |
| ----------------------------- | ----- | ----- | ----- | ----- | ---- | ---- | ---- | ---- | ----- | ----- | ----- | ----- | ----- |
| Rekord max. hőmérséklet (°C)  | 14,4  | 18,9  | 22,8  | 31,1  | 33,9 | 38,9 | 40,6 | 42,8 | 37,8  | 31,1  | 22,8  | 15,6  | 42,8  |
| Átlagos max. hőmérséklet (°C) | 2,8   | 5,6   | 10,0  | 14,4  | 19,4 | 23,3 | 28,9 | 29,4 | 23,9  | 16,1  | 6,7   | 2,2   | 15,3  |
| Átlagos min. hőmérséklet (°C) | −3,9  | −2,8  | −0,6  | 2,2   | 5,0  | 7,2  | 9,4  | 9,4  | 6,1   | 2,2   | −1,1  | −4,4  | 2,4   |
| Rekord min. hőmérséklet (°C)  | −34,4 | −32,2 | −20,6 | −11,7 | −7,2 | −2,2 | −2,8 | −1,1 | −6,7  | −16,7 | −26,1 | −33,9 | −34,4 |
| Átl. csapadékmennyiség (mm)   | 80    | 62    | 68    | 64    | 64   | 48   | 25   | 25   | 31    | 55    | 92    | 76    | 690   |
| Forrás: The Weather Channel   |       |       |       |       |      |      |      |      |       |       |       |       |       |

## Népesség
A 2010-es népszámláláskor a városnak 294 lakója, 130 háztartása és 85 családja volt. A népsűrűség 123 fő/km2. A lakóegységek száma 149, sűrűségük 62,3 db/km2. A lakosok 95,6%-a fehér,  0,3%-a indián, 1%-a ázsiai,  0,3%-a egyéb, 2,7%-a pedig kettő vagy több etnikumú. A spanyol vagy latino származásúak aránya 1,4% (1% mexikói,   0,3% egyéb spanyol vagy latino származású.)
A háztartások 21,5%-ában élt 18 évnél fiatalabb. 58,5% házas, 4,6% egyedülálló nő, 2,3% egyedülálló férfi, 34,6% pedig nem család. 30% egyedül élt; 8,4%-uk 65 éves vagy idősebb. Egy háztartásban átlagosan 2,26 személy élt; a családok átlagmérete 2,84 fő.
A medián életkor 44,6 év volt. A város lakóinak 18,7%-a 18 évesnél fiatalabb, 9,5% 18 és 24 év közötti, 22,5%-uk 25 és 44 év közötti, 32,3%-uk 45 és 64 év közötti, 17%-uk pedig 65 éves vagy idősebb. A lakosok 51,4%-a férfi, 48,6%-a pedig nő.

## Közbiztonság
A város közbiztonságáról egy részmunkaidős rendőrfőnök gondoskodik; ha ő nem elérhető, a rendfenntartás a megyei seriff feladata (a feladatot jelenleg Pullman egy rendőre tölti be). Az elmúlt évtizedben a rendőrfőnökök és járőrök mindegyike a szomszédos Moscow kapitányságának részmunkaidős állást kereső munkatársai voltak.

## Fordítás
Ez a szócikk részben vagy egészben  az   Uniontown, Washington című angol Wikipédia-szócikk ezen változatának fordításán alapul.  Az eredeti cikk szerkesztőit annak laptörténete sorolja fel. Ez a jelzés csupán a megfogalmazás eredetét és a szerzői jogokat jelzi, nem szolgál a cikkben szereplő információk forrásmegjelöléseként.